# Nabbsundet
Nabbsundet är en sjö i Nordmalings kommun i Ångermanland och ingår i Lögdeälven-Husåns kustområde. Sjön har en area på 1,46 kvadratkilometer och ligger 0 meter över havet.

## Delavrinningsområde
Nabbsundet ingår i det delavrinningsområde (704686-168108) som SMHI kallar för Mynnar i havet. Medelhöjden är 5 meter över havet och ytan är 9,09 kvadratkilometer. Räknas de 2 avrinningsområdena uppströms in blir den ackumulerade arean 11,63 kvadratkilometer. Avrinningsområdets utflöde mynnar i havet. Avrinningsområdet består mestadels av skog (70 procent). Avrinningsområdet har 1,46 kvadratkilometer vattenytor vilket ger det en sjöprocent på 16,1 procent.